# Somâa
Somâa (arabe : الصمعة) est une ville tunisienne située dans la région du cap Bon, à une dizaine de kilomètres au nord de Nabeul.
Rattachée administrativement au gouvernorat de Nabeul, elle constitue une municipalité comptant 7 017 habitants en 2014. Celle-ci a été créée par un décret du 2 avril 1966.
La ville a été bâtie sur un site collinaire au pied des derniers contreforts de la chaîne montagneuse de la dorsale tunisienne. Elle se trouverait sur l'emplacement d'un mausolée antique qui remonterait au IIe siècle av. J.-C., comme le pense Fernand Benoit en 1931. D'ailleurs, le nom de la ville vient de l'arabe classique çawma‘a désignant le sommet d'une colline ou un endroit élevé habité par un ermite. Certaines ruines dateraient des époques carthaginoise et romaine, comme le montrerait une pièce de monnaie découverte sur place et datée du règne de Trajan.
Sidi Ali al-Çum‘î, mystique du XIIIe siècle, est le saint patron de la ville. Selon la tradition orale, il serait l'ancêtre de la majorité des habitants.
Durant la régence ottomane, Somâa produit certains produits tels que des nattes, des couffins, des paniers et des balais vendus sur tout le territoire. Vers 1860, la ville ne compte que 442 habitants.
La route reliant Somâa et Béni Khiar est élargie en 1925 et deux écoles franco-arabes construites en 1927 et 1952. Le 16 décembre 1942, une cellule du Néo-Destour est fondée à Somâa ; des militants sont arrêtés par l'armée française le 28 janvier 1952 et déportés à Zâaroura dans le sud du pays.